# Mattia Runggaldier
Mattia Runggaldier (Bolzano, 3 maggio 1992) è un ex combinatista nordico italiano.

## Biografia
Nato a Bolzano e residente a Santa Cristina Valgardena, è figlio terzogenito di Carl Runggaldier ed Emanuela Wanker; ha un fratello e una sorella maggiori (Benjamin, allenatore di salto con gli sci, ed Elena, nazionale italiana di salto con gli sci) e una sorella minore (Anna, a sua volta cimentatasi nel salto con gli sci per un breve periodo).
Entrato in nazionale nel 2006, si è messo in luce ai Mondiali juniores di Erzurum 2012, in Turchia, cogliendo un oro e un bronzo.
In Coppa del Mondo ha esordito il 10 gennaio 2009 in Val di Fiemme (48º); in carriera non ha preso parte a né a rassegne olimpiche né iridate.

## Palmarès

### Mondiali juniores
- 2 medaglie:
  - 1 oro (individuale a Erzurum 2012)
  - 1 argento (gara a squadre a Erzurum 2012)

### Campionati italiani
- 2 medaglie[3]:
  - 2 bronzi (individuale nel 2009; individuale nel 2011)